# النماذج التطورية للاستخدام البشري للمخدرات
يُعتبر استخدام الأدوية نفسية المفعول واحدًا من أكثر السلوكيات البشرية شيوعًا. يمكن للأدوية نفسية المفعول أن تخفف من أعراض الاضطرابات النفسية (مثل القنب الهندي والسيلوسيبين) أو أن تسبب الضرر للأفراد والمجتمعات عندما يتم استخدامها وتجريمها وتسليحها من خلال استخدام القمع والإفراط في التعامل مع الحكومات الاستبدادية (مثل الأفيون والقنب الهندي). ومن الممكن للأدوية نفسية المفعول أن تحفز المتعة أو تزيد من الطاقة (مثل الشوكولاتة أو القهوة)، أو تخفف من الألم (الأسبرين)، أو قد تفرض عبئًا اجتماعيًا ضخمًا في هيئة مرض مزمن (مثلًا التبغ الشائع) وتكون سببًا في انتشار الأمراض.
يُعتبر سؤال لماذا يسعى البشر أحيانًا إلى تطوير الإدمان على المخدرات التي تضر بهم سؤالًا جدليًا. وقد بُذلت عدة محاولات لفهم حالة تعاطي المخدرات والإدمان من منظور تطوري. تُعتبر النماذج التطورية لتعاطي المخدرات فريدة من نوعها إذ أنها تشدد على تأثير الأدوية على الصلاحية من ناحية التطور البشري.

## فرضية الاختطاف
يركز النموذج السائد لتعاطي المخدرات على العلوم العصبية البشرية ويشير إلى أنه عملية ناتجة عن سلوك مرتبط بنظام المكافأة وأن إدمان المخدرات ناتج عن تدخل المخدرات في نظم المكافآت الطبيعية. على وجه التحديد، يفترض هذا التقليد أن المركبات الكيميائية التي يبحث عنها البشر تزيد من مستويات الدوبامين في الدماغ وبالتالي الولوج إلى المسار الوسطي الطرفي، وهو نظام يهدف في الأصل إلى تحفيز/مكافأة السلوك المعزز للصلاحية كتلك التي تزيد من فرص الحصول على الغذاء والجنس.

### التاريخ
يمكن تتبع الأفكار المتعلقة بالأسس العصبية للتحفيز وتعزيز السلوك إلى فترة الخمسينيات. في عام 1953، نشر أولدز وميلنر نتائج تشير إلى وجود منطقة في الدماغ، وهي مجموعة الخلايا العصبية الدوبامين، مرتبطة مع التعلم القائم على أساس المكافأة. اكتُشفت في وقت لاحق المواد المسببة للإدمان لزيادة الدوبامين في منطقة الدماغ المرتبطة بالتعلم القائم على أساس المكافأة.

### آليات متقاربة

#### المسارات الجزئية
تشير الأبحاث على المسارات الجزيئية للإدمان إلى أن الأدوية المسببة للإدمان، على الرغم من اختلافها الكيميائي، تتلاقى على دوائر مشتركة في النظام الحوفي للدماغ. وعلى وجه التحديد، يعتقد أن الأدوية تعمل على تنشيط المسار الوسطي الطرفي، ما يسهل انتقال الدوبامين في النواة المتكئة، عن طريق التثبيط والإثارة والامتصاص، إلخ بهدف إنتاج تأثير شبيه بالدوبامين لكنه مستقل عنه.

#### المسارات العاطفية
يوضح نموذج الاختطاف أن الأدوية التي تثير العاطفة الإيجابية تتوسط الحافز في النواة المتكئة في الدماغ. وبعبارة أخرى، تعمل الأدوية المسببة للإدمان على آليات عصبية قديمة ومحفوظة تطوريًا ومرتبطة بالعواطف الإيجابية التي تطورت للتوسط في السلوك التحفيزي. تحفز الأدوية نفسية المفعول العاطفة التي تزيد من الصلاحية، بحسب تاريخ التطور البشري. يتم اختيار العاطفة الإيجابية مثل الابتهاج والإثارة عن طريق الانتقاء الطبيعي للمساعدة في توجيه سلوك ووظائف أعضاء الفرد نحو زيادة الصلاحية. على سبيل المثال، في بيئة التكيف التطوري، سيشعر الإنسان بعواطف إيجابية استجابة لجلسة ناجحة أو في حالة تكاثر ناجحة. توفر العديد من الأدوية نفسية المفعول هذا الشعور ذاته، لكن مع ذلك، فإنها لا تساعد في زيادة الصلاحية.
مثال: الكحول
أظهر الباحثون مدى ارتباط السلوك العاطفي بتعاطي الكحول. ففي حال اعتبار سبب استهلاك الكحول إيجابيًا، فمن المعتقد أن الفرد يتناول الكحول لتعزيز العاطفة الإيجابية مع سيطرة أكبر للمادة مما لو كان سلوكه العاطفي سلبيًا قبل تناولها. في هذه الحالات، يتناول الفرد الكحول من أجل التعامل مع عاطفته مع ادعائه بأنه المسيطر تمامًا. تقدم الكحول مساعدتها عن طريق قمع المشاعر السلبية، لكنها تشجع أيضًا على استمرار المشاعر الإيجابية المألوفة. وكثيرًا ما يذكر مدمني الكحول بعد تعافيهم أن سبب الانتكاس غالبًا ما يكون مرتبطًا بالدافع للتعويض عن المشاعر السلبية، ما يؤدي إلى وجود دافع للتكيف وبالتالي تناول الكحول.

### عدم التطابق التطوري
تعمل الأدوية مثل النيكوتين والكوكايين والكحول وسرطان الدم والأفيون بشكل اصطناعي على تحفيز العواطف والدوائر العصبية الداخلة في نظام المكافآت المتوسط، وبالتالي تشجيع استخدام المخدرات متجاهلة أي آثار جانبية سلبية. يُعتبر تعاطي المخدرات أمرًا ضارًا، فلماذا تعمل على زيادة الدوبامين مثلها مثل السكر والجنس؟ تشير فرضية الاختطاف إلى أن المخدرات تعمل على اختطاف دوائر المكافأة العصبية (مثال: المسارالوسطي الطرفي) لأنها غير متطابقة تطوريًا. على وجه التحديد، اقتراح أن تركيزات الأدوية في العصر الحديث وأساليب توصيلها لم تكن متاحة حتى وقت قريب على نطاق زمني متطور، وبالتالي فإن علم الأحياء البشرية كان بطيئًا في التكيف وهو حاليًا غير متطابق معها تطوريًا وقابل للتأثر بشكل كبير.
لشرح كيف تزيد المواد من نسبة الدوبامين وتسبب عواطف إيجابية بينما تخفض اللياقة الإنجابية في نفس الوقت، افترض الباحثون أن الأدوية الجديدة من الناحية التطورية تختطف نظام الدوبامين في لدماغ وتولّد إشارة إيجابية كاذبة تفيد الصلاحية فضلًا عن تثبيط الآثار السلبية، للإشارة إلى عدم وجود عواقب سلبية على الصلاحية. يشير الإدمان الحديث على المخدرات بشكل أساسي إلى زيادة خاطئة في الصلاحية، ما يؤدي إلى زيادة إدمان الأدوية للاستمرار بتلقي تلك العاطفة حتى ولو انها زائفة. تخلق هذه الأدوية إشارة في الدماغ تزيّف فائدة الصلاحية التي من شأنها تغيير النزعات السلوكية بحيث يزداد البحث عن المخدرات في التكرار وتتم إزالة السلوكيات التكيفية. يشير مؤيدو فرضية الاختطاف إلى أن التناقض في نظام المكافأة يرجع إلى عدم التطابق التطوري، ذلك أن إمكانية الحصول الحالي على تركيزات الأدوية نفسية المفعول لا مثيل لها من قبل مثل تلك التي كانت موجودة في الماضي.